# Glycera abranchiata
Glycera abranchiata är en ringmaskart som beskrevs av Treadwell 1901. Glycera abranchiata ingår i släktet Glycera och familjen Glyceridae. Inga underarter finns listade i Catalogue of Life.